# (4047) Chang’E
(4047) Chang’E ist ein Asteroid des Hauptgürtels, der am 8. Oktober 1964 am Purple-Mountain-Observatorium (IAU-Code 330) in Nanjing entdeckt wurde.
Der Name des Asteroiden wurde am 22. Januar 2008 in Anlehnung an die chinesische Mondgöttin Chang’e gewählt.